# Volčje (Brežice, Slovenija)
Volčje je naselje u Općini Brežice u istočnoj Sloveniji. Volčje se nalazi u pokrajini Štajerskoj i statističkoj regiji Donjoposavskoj. 

## Stanovništvo
Prema popisu stanovništva iz 2002. godine Volčje je imalo 103 stanovnika.